# Simobius opibius
Simobius opibius är en mångfotingart som beskrevs av Chamberlin och Wang 1952. Simobius opibius ingår i släktet Simobius och familjen stenkrypare. Inga underarter finns listade i Catalogue of Life.